# Walter Tost
Walter Tost (* 30. März 1895 in Berlin; † 28. Dezember 1948 ebenda) war ein deutscher Filmproduzent.

## Leben
Nach einer kaufmännischen Ausbildung war er Kriegsteilnehmer im Ersten Weltkrieg. 1918 kam er als Aufnahmeleiter zum Film, seit 1934 betätigte er sich meist als Produktionsleiter, später auch als Herstellungsleiter. Ab 1938 war er als Herstellungsgruppenleiter bei der Terra Film beschäftigt. In seinen verschiedenen Funktionen war er ebenso wie sein Bruder Hans Tost an zahlreichen Produktionen beteiligt.
Seine Ehefrau war die Schauspielerin Dora Friese.

## Filmografie (Auswahl)
- 1924: Das Geschöpf
- 1925: Die vom Niederrhein
- 1926: Der lachende Ehemann
- 1927: Das Heiratsnest
- 1927: Der Bettelstudent
- 1927: Wochenendzauber
- 1927: Mein Freund Harry
- 1928: Dragonerliebchen
- 1928: Der moderne Casanova
- 1928: Der Faschingsprinz
- 1929: Die Frau, die jeder liebt, bist Du!
- 1929: Das närrische Glück
- 1929: Die Konkurrenz platzt!
- 1929: Der schwarze Domino
- 1929: Großstadtjugend
- 1929: Es flüstert die Nacht …
- 1930: Donauwalzer
- 1930: Die Jagd nach der Million
- 1931: Reserve hat Ruh
- 1932: Abenteuer im Engadin
- 1934: Hanneles Himmelfahrt
- 1938: Monika - Eine Mutter kämpft um ihr Kind
- 1938: Schwarzfahrt ins Glück
- 1938: Liebesbriefe aus dem Engadin
- 1938: Du und ich
- 1939: Im Namen des Volkes
- 1939: Kitty und die Weltkonferenz
- 1939: Männer müssen so sein
- 1941: Kleine Mädchen – große Sorgen
- 1941: Blutsbrüderschaft
- 1943: Zirkus Renz
- 1944: Das Leben ruft
- 1945: Am Abend nach der Oper
- 1945: Wir beide liebten Katharina (unvollendet)